# Maravillas Rojo
Pour les articles homonymes, voir Maravillas (homonymie) et Rojo.
Maravillas Rojo Torrecilla (née à Barcelone le 9 novembre 1950) est une femme politique catalane. Elle est l'actuelle secrétaire générale du travail en Espagne. 
Elle est diplômée de sciences politiques, économiques et commerciales à l'Université de Barcelone (1973). Elle est mariée et a deux enfants. 
Elle promeut des politiques actives du travail et a été membre de différentes sociétés (Barcelona Activa, Agencia de Desarrollo Local de Barcelona, Mercabarna, Consorcio de Turismo de Barcelona, Consorcio de la Zona Franca, Consejo de Administración de la Autoridad Portuaria de Barcelona).